# Siganus magnificus

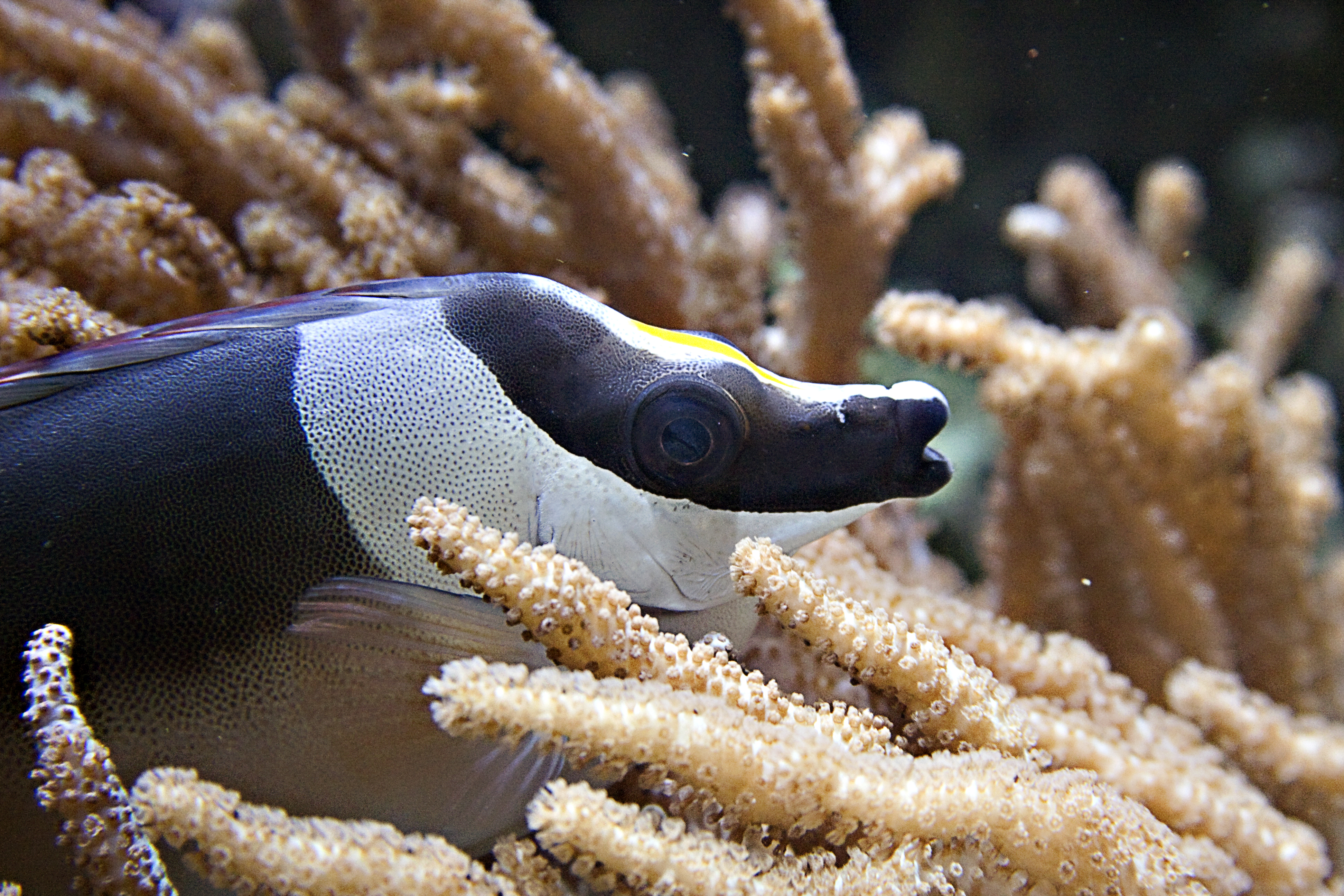
S. magnificus protegido entre las ramas de un octocoral, en el Atlantic Sea Park, Ålesund, Noruega

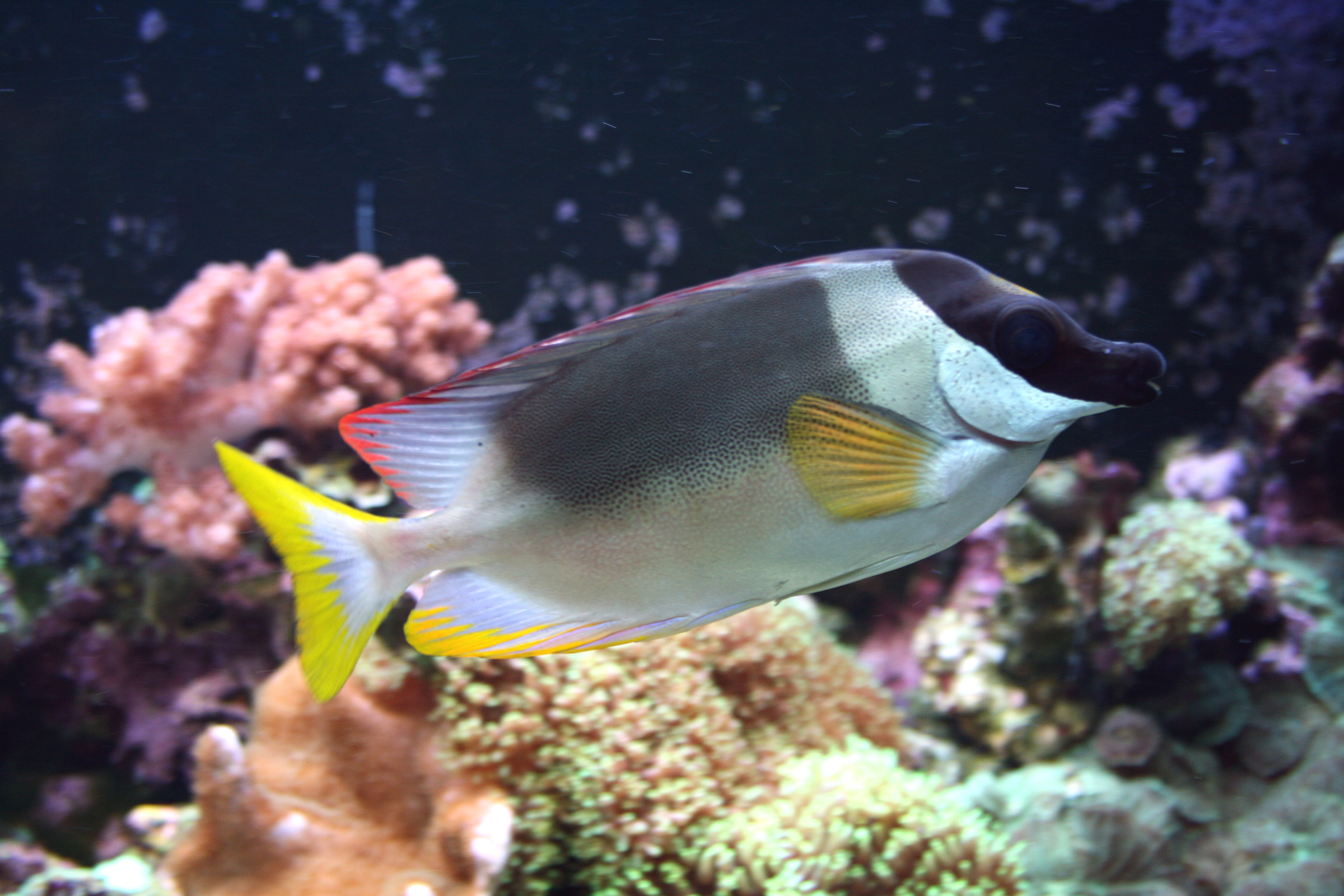
S. magnificus en el acuario marino de Praga, República Checa

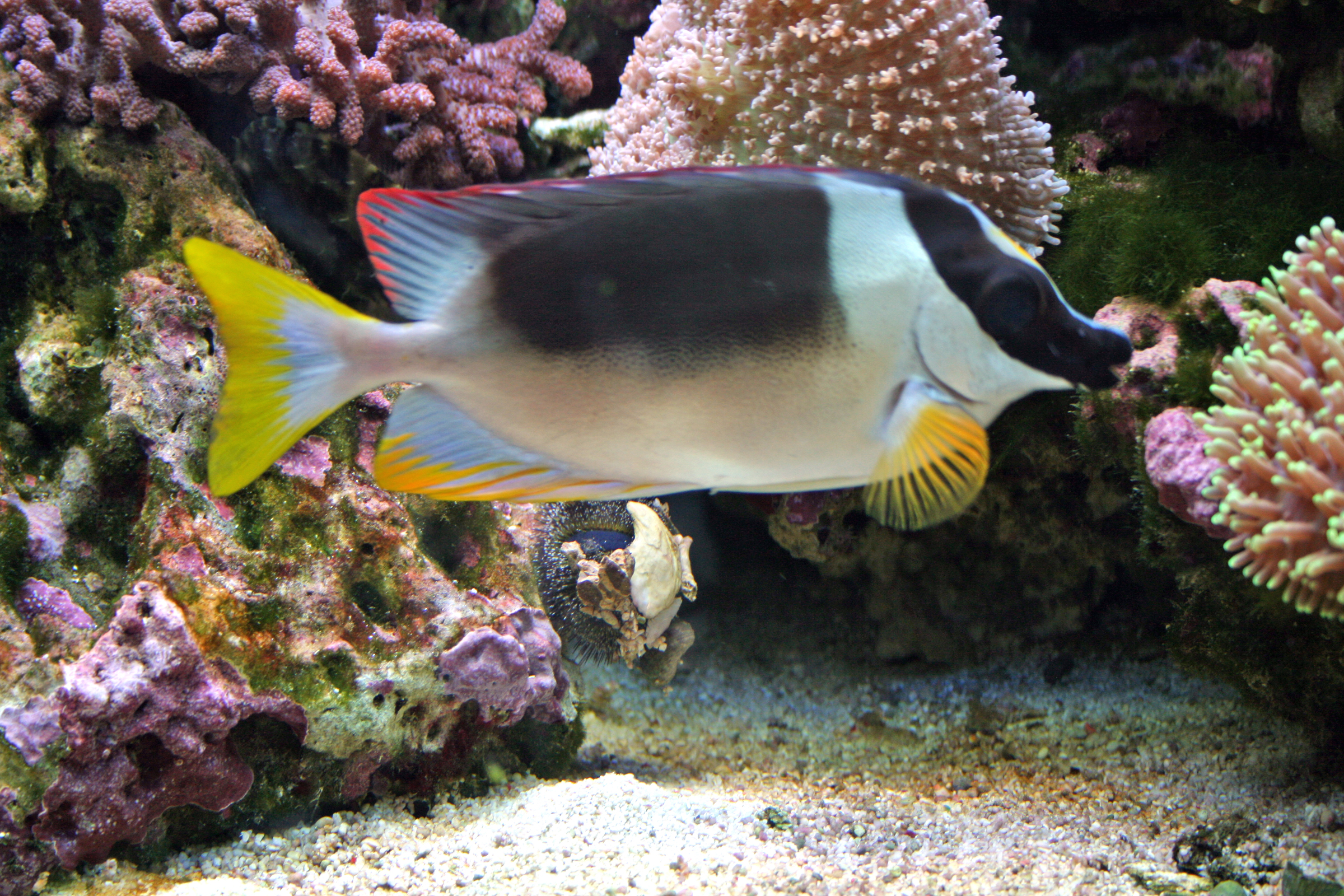
S. magnificus en el acuario marino de Praga

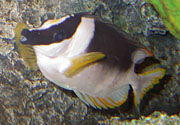
Siganus magnificus

Siganus magnificus es una especie de pez marino de la familia Siganidae, orden Perciformes, suborden Acanthuroidei. 
Su nombre común en inglés es Magnificent rabbitfish, o pez conejo magnífico. El término inglés spinefoot, o pie de espina, se utiliza también, aparte de rabbitfish, o pez conejo, para designar a los componentes del género Siganus. 

## Morfología
El cuerpo de los sigánidos es medianamente alto, muy comprimido lateralmente. Visto de perfil recuerda una elipse. La boca es terminal, muy pequeña, con mandíbulas no protráctiles. 
La coloración base de la cabeza, el cuerpo y las aletas, es blanca, ligeramente azulada. La cabeza tiene una barra, de color chocolate oscuro a negro, que discurre desde la base de la 2ª-4ª espinas dorsales, atravesando el ojo, y hasta la boca. A continuación tiene un amplio arco blanco, seguido de una mancha, color marrón oscuro a negro, que cubre casi todo el resto del cuerpo, salvo el extremo posterior inmediato al pedúnculo caudal. La aleta dorsal está bordeada en rojo. Las aletas anal y caudal están bordeadas en amarillo, y las aletas pectorales son amarillo a naranja pálido.
Cuentan con 13 espinas y 10 radios blandos dorsales, precedidos por una espina corta saliente, a veces ligeramente sobresaliente, y otras totalmente oculta. La aleta anal cuenta con 7 fuertes espinas y 9 radios blandos. Las aletas pélvicas tienen 2 espinas, con 3 radios blandos entre ellas, característica única y distintiva de esta familia. Las espinas de las aletas tienen dos huecos laterales que contienen glándulas venenosas.
El tamaño máximo de longitud es de 24 cm.
Esta especie es alopátrica de su estrechamente emparentada Siganus vulpinus, que se distribuye en un amplio rango del Pacífico oeste.
Hasta los años 70 se considera a cuatro especies de peces conejo como variedades de Siganus vulpinus (antiguamente dentro del género “Lo”) incluyendo al S. manificus, S. uspi, S. unimaculatus y el propio S. vulpinus. Tras la muerte de los animales y conservados los cuerpos una vez perdida la coloración mantienen las características meristáticas. Sólo las diferencias de coloración permite su clasificación como especies.

## Reproducción
Alcanzan la madurez sexual a los dos años. Son ovíparos y de fertilización externa. Los huevos son adhesivos. El desove se produce al oscurecer, en los meses calurosos, coincidiendo con el 7º u 8º día del ciclo lunar. 
Poseen un estado larval planctónico de unos 24 días de duración. Desarrollan un estado postlarval, característico del suborden Acanthuroidei, llamado acronurus, en el que los individuos son transparentes, y se mantienen en estado pelágico durante un periodo extendido antes de establecerse en el hábitat definitivo, y adoptar entonces la forma y color de juveniles. 
Su longevidad es de 10-12 años.

## Alimentación
Son principalmente herbívoros Progresan de alimentarse de fitoplancton y zooplancton, como larvas, a alimentarse de macroalgas bénticas y pequeños invertebrados.

## Hábitat y comportamiento
Habitan en aguas tropicales, asociados a arrecifes de coral costeros. Los adultos son vistos a menudo en pareja, y los juveniles ocurren individualmente, ocultándose entre corales ramificados.
Su rango de profundidad es entre 2 y 20 metros, aunque lo normal es entre 3 y 30 metros.

## Distribución geográfica
Estos peces se encuentran en el este del océano Índico, siendo una especie moderadamente común en su rango de distribución.
Están presentes en la isla de Andamán, Birmania, Indonesia y Tailandia. Siendo cuestionable su presencia en India.